# تو نور چشم منی (فیلم ۲۰۲۴)
تو نور چشم من هستی یا تو نور چشم منی (کره‌ای: 그 시절, 우리가 좋아했던 소녀) یک فیلم عاشقانه محصول سال ۲۰۲۴ کره جنوبی است. این فیلم بر اساس رمانی نیمه خودزندگی‌نامه به‌همین نام توسط نویسندهٔ تایوانی گیدنز کو ساخته شده است. این فیلم که اولین کارگردانی چو یونگ-میونگ است، بازسازی فیلمی به‌همین نام تایوانی در سال ۲۰۱۱ است. این فیلم با بازی داهیون و جونگ جین-یونگ، دربارهٔ جین-وو نابالغی را است که روزهای بی‌شماری را قبل از اعتراف به اولین عشقش سون-آه در سن ۱۸ سالگی گذراند. این فیلم اولین نمایش جهانی خود را در بیست و نهمین جشنواره بین‌المللی فیلم بوسان در ۳ اکتبر ۲۰۲۴ داشت.
قابل ذکر است نسخه ژاپنی این داستان در فیلمی ۱ساعت و ۴۸ دقیقه ای به تصویر کشیده شده است.

## خلاصه داستان
نور چشم منی لحظات پر جنب و جوش جوانی در دههٔ ۲۰۰۰، احساسات لطیف عشق اول و سفر پیچیدهٔ اولین عشق را به وضوح به‌تصویر می‌کشد.
جین-وو (جونگ جین-یونگ) و دوستانش هر کدام در فراز و فرودهای دوران جوانی خود هستند. با این حال، همهٔ آن‌ها عاشق سون-آه (داهیون)، دانش‌آموز نمونه و زیبا که علیرغم هم‌کلاسی بودن، رؤیایی دست نیافتنی به‌نظر می‌رسد، هستند. جین-وو و سون-آه علیرغم شخصیت‌ها و جایگاه‌های متفاوتشان، با قدردانی از ویژگی‌های منحصربه‌فرد یکدیگر پیوندی نزدیک برقرار می‌کنند. رابطهٔ آن‌ها مراحل چالش‌برانگیز دبیرستان را طی می‌کند.
خلاصه داستان نسخه ژاپنی(ساخت ۲۰۱۸)
(تو سیب چشم من هستی).کوزوکه میزوشیما دانش آموز دبیرستانی در یک شهر استانی است و از یک زندگی راحت برخوردار است.کوزوکه میزوشیما یک روز به دلیل شوخی بیش از حد ، تنبیه و از کلاس اخراج می شود. ناظم مدرسه(معلم ریاضی) بعد از تذکر به او از دانش آموز نمونه'ی کلاس ، مای هیاز می خواهد مراقب کوزوکه میزوشیما باشد و به او در درس ریاضی کمک کند. این موضوع باعث شکل گیری یک ارتباط دوستانه بین مای و کوزوکه می شود. کوزوکه و چهار دوستش همگی وقتی در مدرسه راهنمایی بودند ، عاشق مای بودند در ادامه به دلیل یک حادثه کوچک ، کوزوکه میزوشیما و مای هیاز به هم نزدیک می شوند.

## بازیگران
- داهیون در نقش سون-آه
- جونگ جین-یونگ در نقش جین-وو
- شین جون-چول
- دمیان
- لی مین-گو
- کیم یوهان
- کیم مین-جو
- لی سونگ-جون